# حارة العولقي (خور مكسر)

تعديل مصدري - تعديل

حارة العولقي هي إحدى حارات حي الجلاء الواقع بمديرية خور مكسر التابعة لمحافظة عدن، بلغ تعداد سكانها 4590 نسمة حسب تعداد اليمن لعام 2004.